# Shady Point (Oklahoma)
Shady Point (Schattiger Punkt) ist eine Kleinstadt im Le Flore County im Osten des US-amerikanischen Bundesstaates Oklahoma. Das U.S. Census Bureau hat bei der Volkszählung 2020 eine Einwohnerzahl von 972 ermittelt.
Der Name wurde von Arbeitern, die Eisenbahngleise verlegten und die unter schattigen Bäumen an dieser Stelle pausierten, kreiert.

## Geografie
Die Stadt liegt am US-Highway 271 und hat eine Fläche von etwa 6,6 km². Die nächstgelegene Großstadt Fort Smith im Bundesstaat Arkansas ist ca. 30 Kilometer Luftlinie entfernt. Shady Point liegt ca. 25 Kilometer südöstlich des Robert S. Kerr Reservoirs, einem beliebten Freizeitgebiet, das Wassersport und Wanderwege sowie Angel- und Jagdaktivitäten bietet.

## Geschichte
1891 wurde von ersten Siedlern an der Stelle des heutigen Ortes ein Postamt gegründet und dort ein Teil der Eisenbahnlinie der Kansas City, Pittsburg and Gulf  Railroad gebaut. Nach 1894 wurde der Ort als „Shady Point“ bezeichnet, das im Gebiet der Choctawindianer lag. In der Region entwickelte sich Holzwirtschaft, Landwirtschaft und Bergbau. Ab 1900 wurde eine weitere Eisenbahnlinie, die Kohle transportierte, gebaut. Deren Betrieb wurde aber 1926 wieder eingestellt, da der Kohlebedarf in der Region zurückging.
1978 wurde ein Bergwerk in der Nähe eröffnet. Als jedoch zwei Arbeiter in der Mine starben, wurde es 1980 bereits wieder geschlossen. Im Jahre 1991 nahm die Applied Energy Services Corporation ein Kohlekraftwerk in Betrieb, das schon bald mehr als die Hälfte der in Oklahoma geförderten Kohle verbrannte. 

## Demografische Daten
Die Volkszählung von 2000 (United States Census 2000) ergab eine Bevölkerungszahl von 848 Personen, aufgeteilt in 344 Haushalte. Der Anteil der Ureinwohner betrug 9 %. Knapp 30 % der Einwohner hatte zu diesem Zeitpunkt das 18. Lebensjahr noch nicht erreicht.